# Chalezeule
Chalezeule is een gemeente in het Franse departement Doubs (regio Bourgogne-Franche-Comté). De plaats maakt deel uit van het arrondissement Besançon. Chalezeule telde op 1 januari 2022 1.326 inwoners.

## Geografie
De oppervlakte van Chalezeule bedraagt 3,94 vierkante kilometer; de bevolkingsdichtheid is 333 inwoners per km² (per 1 januari 2019).
De onderstaande kaart toont de ligging van Chalezeule met de belangrijkste infrastructuur en aangrenzende gemeenten.

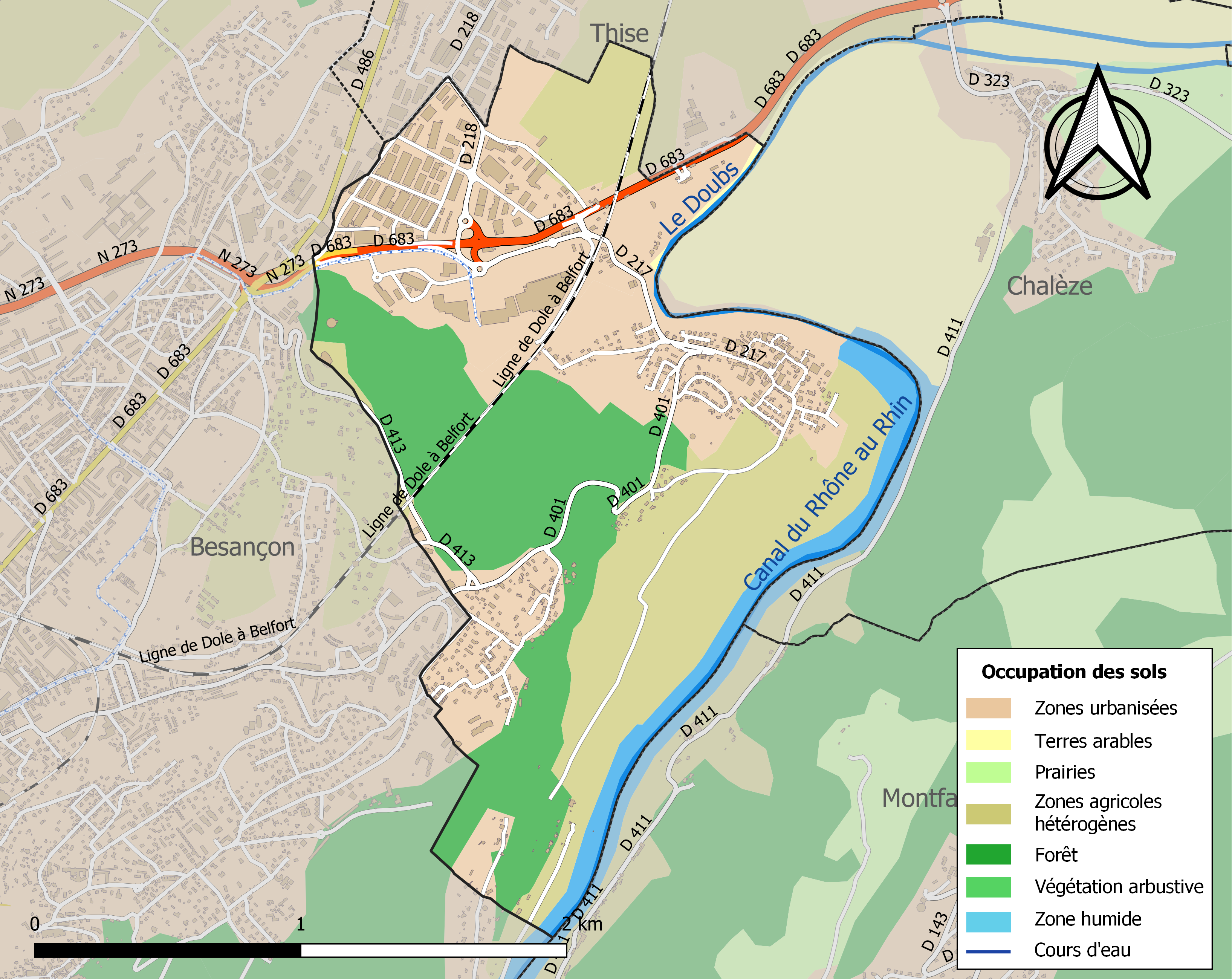

## Demografie
Onderstaande figuur toont het verloop van het inwonertal (bron: INSEE-tellingen).